# المعاوجة (كعيدنة)

تعديل مصدري - تعديل

المعاوجة هي إحدى قرى عزلة الثلث بمديرية كعيدنة التابعة لمحافظة حجة، بلغ تعداد سكانها 102 نسمة حسب تعداد اليمن لعام 2004.